# Rastani (Bitola)
Rostani (macedónul: Раштани) település Észak-Macedóniában, a Pelagonijai körzet Bitolai járásában.

## Népesség
| Lakosok száma | 183  | 204  | 187  | 173  | 167  | 323  | 264  | 396  | 550  |
|               | 1948 | 1953 | 1961 | 1971 | 1981 | 1991 | 1994 | 2002 | 2021 |

2002-ben 396 lakosa volt, melyből 391 macedón, 3 vlach és 2 egyéb.